# Paweł Mazanka
Paweł Dionizy Mazanka (CSsR) (ur. 9 października 1960) – polski duchowny katolicki, redemptorysta, dr hab. nauk filozoficznych, profesor nadzwyczajny Uniwersytetu Kardynała Stefana Wyszyńskiego.

## Życiorys
W latach 1979–1986 odbył studia teologiczne w Wyższym Seminarium Duchownym Redemptorystów w Tuchowie. Następnie studiował filozofię na Wydziale Filozofii Chrześcijańskiej Katolickiego Uniwersytetu Lubelskiego (1988–1993). W roku 1991 uzyskał magisterium z teologii na Wydziale Teologicznym Papieskiej Akademii Teologicznej w Krakowie, a w roku 1994 stopień doktora nauk humanistycznych w zakresie filozofii. Odbył stypendia i staże naukowe za granicą: stypendium na Uniwersytecie Fordham w Nowym Jorku (1997–1998) oraz stypendium na Uniwersytecie Harvarda w Bostonie (2003–2004). W 2003 habilitował się na Uniwersytecie Kardynała Stefana Wyszyńskiego w Warszawie.

### Praca duszpasterska i zawodowa
W latach 1986–1988 był duszpasterzem akademickim w parafii Podwyższenia Krzyża Świętego w Gliwicach. Od 1992 jest wykładowcą filozofii (m.in. metafizyki i filozofii Boga) w Wyższym Seminarium Duchownym Redemptorystów, najpierw w Krakowie, a obecnie w Tuchowie. Od 1994 pracował na stanowisku adiunkta w Katedrze Metafizyki, Wydziału Filozofii Chrześcijańskiej Akademii Teologii Katolickiej w Warszawie, obecnie: Uniwersytetu Kardynała Stefana Wyszyńskiego, gdzie od 2005 jest profesorem nadzwyczajnym oraz kierownikiem Katedry Metafizyki.
Od 2002 jest członkiem redakcji „Studia z filozofii Boga religii i człowieka”, a od 2005 członkiem redakcji „Studia redemptorystowskie”. Jest również członkiem organizacjach naukowych: Komisji Języka Religijnego przy PAN, Polskiego Towarzystwa Filozoficznego, Polskiego Towarzystwa Tomasza z Akwinu (Oddział Societa Internazionale Tommaso d´Aquino) oraz Nietzsche Circle w Nowym Jorku.
Prowadził również wykłady gościnne w Klubie Inteligencji Katolickiej w Nowym Jorku i Filadelfii (USA) (1997–1998).

### Praca naukowa i dorobek naukowo-badawczy
Jego badania naukowe obejmują różne wersje metafizyki, a szczególnie struktura i zadania metafizyki klasycznej. Filozoficzne uwarunkowania kryzysu współczesnej kultury i wpływ filozofii klasycznej na wygląd współczesnej kultury; fenomenologia, a szczególnie: filozofia Dietricha von Hildebranda i Edyty Stein: ich próby powiązania fenomenologii z filozofią klasyczną. Fenomenologia religii, szczególnie fenomenologia religii Bernharda Weltego. Poza tym takie zagadnienia, jak: struktura religii, kryteria odróżniania religii prawdziwej od fałszywej, współczesny kryzys doświadczenia religijnego i możliwości jego uzdrowienia, typologia i przyczyny ateizmu i agnostycyzmu problem współczesnej sekularyzacji i sekularyzmu. Próba zdefiniowania tych zjawisk, ustalenie ich różnorodnych przyczyn, problem relacji rozumu (nauki) do wiary (teologii). Ukazanie jak filozofia klasyczna, głównie metafizyka i filozofia Boga, może odpowiedzieć na zjawisko współczesnej sekularyzacji i sekularyzmu.  
Prowadzi także na terenie Polski autorskie rekolekcje omawiające znaczenie i symbolikę Całunu Turyńskiego. Większość z nich przeprowadza z kopią płótna w skali 1:1.  

## Publikacje
Paweł Mazanka jest autorem licznych książek i artykułów naukowych i popularyzatorskich, haseł słownikowych i encyklopedycznych z dziedziny filozofii, filozofii religii. 
W 2006 wydany został podręcznik do metafizyki pt. „Metafizyka klasyczna wersji egzystencjalnej", który napisał wraz z o. prof. Edmundem Morawcem CSsR, wieloletnim wykładowcą na UKSW i WSD Redemptorystów w Tuchowie. Książka jest wykorzystywana na wielu uczelniach i w seminariach duchownych. Autorzy syntetycznie i skrótowo opisali w niej najważniejsze zagadnienia dotyczące metafizyki klasycznej. 
W 2018 została wydana przez Wydawnictwo Homo Dei książka jego autorstwa pt. „Redemptoryści Woli", w której przedstawiona została historia posługi warszawskich redemptorystów z kościoła i klasztoru przy ul. Karolkowej w czasie powstania warszawskiego. W pozycji nie zabrakło też opisów wydarzeń dotyczących rzezi Woli i zamordowania podczas niej trzydziestu redemptorystów. 

## Nagrody i odznaczenia
- Nagroda Rektora KUL za pracę organizacyjną (1992)
- Nagroda Rektora UKSW za pracę organizacyjną (2001, 2004)
- Srebrny Krzyż Zasługi 2011[4].